# Encsel Mór
Encsel Mór (Körösgyéres, 1898. március 12. – Temesvár, 1933. július 22.) szerkesztő, közíró, politikus.

## Életútja
Fémipari munkásként kapcsolódott be a szakszervezeti mozgalomba; részt vett a tanácsköztársaság védelmében, s hazatérve a Kommunisták Romániai Pártja (KRP) egyik megalapítója. Szakszervezeti vonalon, majd a Vörös Segély keretében működött, előbb a Proletárvédelem, majd a Munkásélet szerkesztőbizottsági tagja és munkatársa. Felelős munkakörben tevékenykedett a Városi és Falusi Dolgozók Blokkja keretében is; szervezője volt az erdélyi és bánsági sztrájkmozgalmaknak az 1930-as évek elején. 1933-ban Temesváron letartóztatták, s a kínzásokba belehalt.